# Amphibolurinae
Amphibolurinae – podrodzina jaszczurek z rodziny agamowatych (Agamidae).

## Zasięg występowania
Podrodzina obejmuje gatunki występujące w południowo-wschodniej Azji, na Nowej Gwinei i w Australii.

## Podział systematyczny
Do podrodziny należą następujące rodzaje:
- Amphibolurus Wagler, 1830
- Chelosania Gray, 1845 – jedynym przedstawicielem jest Chelosania brunnea Gray, 1845
- Chlamydosaurus Gray, 1825 – jedynym przedstawicielem jest Chlamydosaurus kingii Gray, 1825 – agama kołnierzasta
- Cryptagama Witten, 1984 – jedynym przedstawicielem jest Cryptagama aurita (Storr, 1981)
- Ctenophorus Fitzinger, 1843
- Diporiphora Gray, 1842
- Gowidon Wells & Wellington, 1983 – jedynym przedstawicielem jest Gowidon longirostris (Boulenger, 1883)
- Hypsilurus Peters, 1867
- Intellagama Wells & Wellington, 1985 – jedynym przedstawicielem jest Intellagama lesueurii (Gray, 1831) – wodnogama australijska
- Lophognathus Gray, 1842
- Lophosaurus Fitzinger, 1843
- Moloch Gray, 1841 – jedynym przedstawicielem jest Moloch horridus Gray, 1841 – moloch straszliwy
- Physignathus Cuvier, 1829 – jedynym przedstawicielem jest Physignathus cocincinus Cuvier, 1829 – agama błotna
- Pogona Ahl, 1926
- Rankinia Wells & Wellington, 1983 – jedynym przedstawicielem jest Rankinia diemensis (Gray, 1841)
- Tropicagama Melville, Ritchie, Chapple, Glor & Schulte, 2018 – jedynym przedstawicielem jest Tropicagama temporalis (Günther, 1867)
- Tympanocryptis Peters, 1863